# Diritti LGBT in Belize
I diritti LGBT in Belize sono molto scarsi. L'omosessualità era illegale in Belize fino al 2016, fin quando la Corte Suprema dichiarò incostituzionale la sua criminalizzazione.
Il Belize ha anche una legge che vieta agli omosessuali stranieri di entrare nel paese, sebbene la legge non sia mai stata applicata. Tuttavia, la sentenza della corte che ha abbattuto la legge sulla sodomia ha anche affermato che la Costituzione escludeva la discriminazione basata sul proprio orientamento sessuale.
Il Belize ha tenuto la sua prima settimana di gay pride (orgoglio omosessuale) nell'agosto 2017. Attività di sensibilizzazione e accettazione sono state ospitate in tutto il Paese.

## Leggi sull'omosessualità
Secondo la vecchia Sezione 53 del codice penale del Belize, "Ogni persona che ha rapporti carnali contro l'ordine della natura con qualsiasi persona ... sarà passibile di carcere per 10 anni". Fu discusso che la sezione 53 del Codice Penale non colpisse l'omosessualità, ma qualsiasi atto sessuale che non sia l'"atto sessuale di un fallo inserito in una vagina", compreso il sesso orale, il sesso anale tra persone eterosessuali o omosessuali, la masturbazione, ecc. La sezione 53 è stata annullata il 10 agosto 2016 in violazione della Costituzione del Belize.
Mentre i divieti di sodomia nelle Bahamas sono stati rimossi dal Parlamento nel 1991 e i divieti nei Territori britannici d'oltremare sono stati rovesciati nel 2000 da un Ordine del Regno Unito, il divieto di sodomia del Belize è stato il primo di un'ex colonia britannica nei Caraibi ad essere eliminato da una corte. Fu anche l'ultimo divieto di sodomia in Centro America a essere abbattuto.

### Caleb Orozco contro il Procuratore generale del Belize

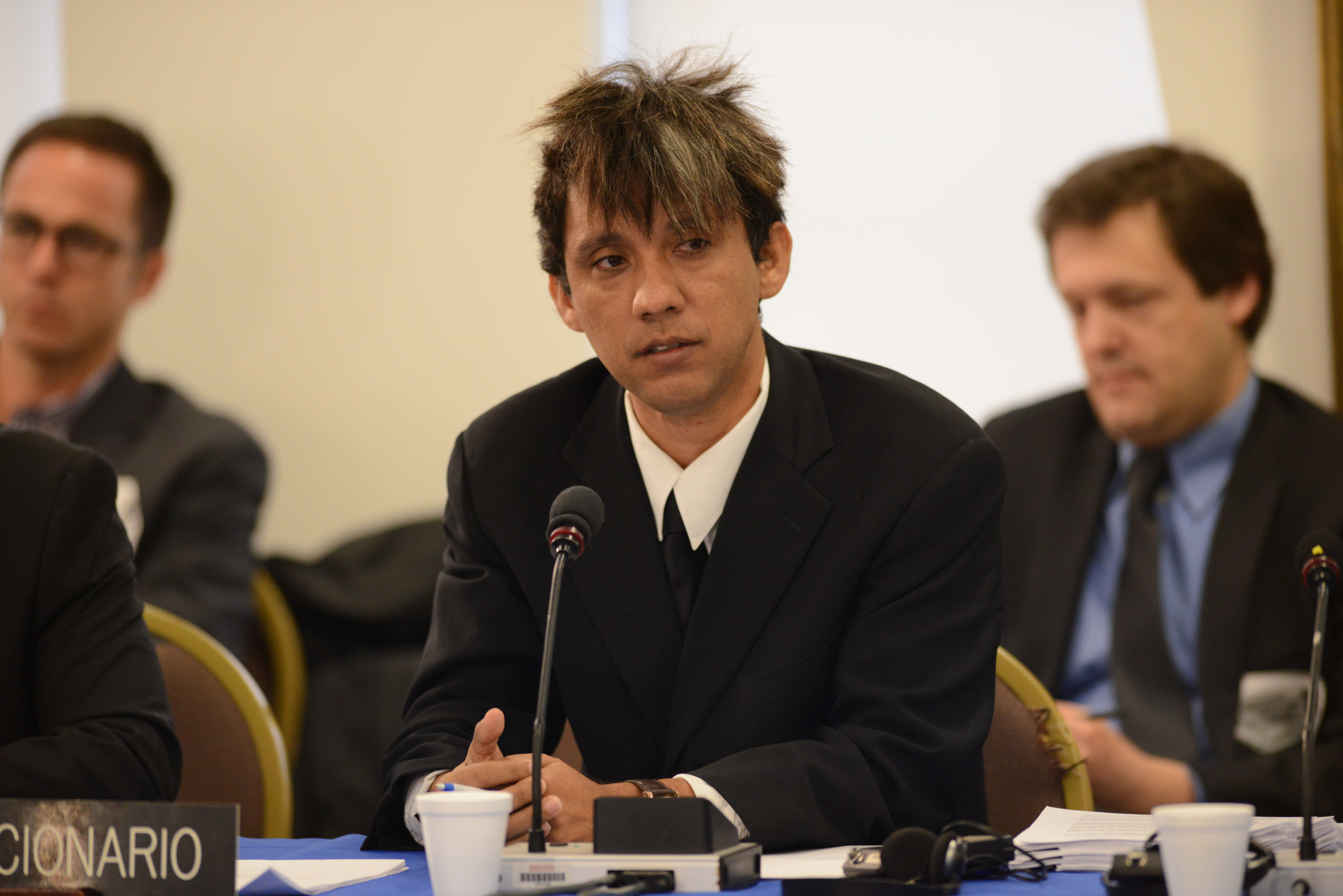
Caleb Orozco ha sostenuto con successo in tribunale che la criminalizzazione dell'omosessualità in Belize era incostituzionale.

Nel settembre 2010, il Movimento Unificato di Belize Advocacy (UNIBAM) e il suo direttore esecutivo Caleb Orozco hanno portato congiuntamente un caso nella Corte Suprema giudiziaria del Belize che contestava la costituzionalità della legge anti-sodomia del Belize con il sostegno della Commissione internazionale dei giuristi, l'Associazione degli avvocati del Commonwealth e Human Dignity Trust.
Il Consiglio per le parti Interessate della Chiesa (CIP) (composto dalla Chiesa Cattolica Romana, dall'Ente Corporativo della Chiesa d'Inghilterra e dall'Associazione Evangelica delle Chiese) nel gennaio 2012 ha sostenuto che l'UNIBAM non era in grado di presentare il caso perché, come organizzazione, non ha diritti costituzionalmente garantiti. Basandosi sulla sezione 20 della Costituzione del Belize, il tribunale deliberò a favore del CIP il 27 aprile 2012 e eliminò l'UNIBAM dalla causa. Nel dicembre 2012, il giudice Arana ha concesso lo status di "parte interessata" all'UNIBAM, che era lo stesso status assegnato a CIP.
Il caso è stato ascoltato dalla Corte Suprema di Giurisprudenza nel maggio 2013, tra le minacce di violenza e di morte ricevute dagli attivisti LGBT. Il 10 agosto 2016, il Capo della Giustizia Kenneth Benjamin ha stabilito che la Sezione 53 del Codice Penale del Belize violava le tutele costituzionali in materia di uguaglianza, dignità e privacy personale. Orozco ha prevalso su tutti i punti della decisione, in cui Benjamin ha ribadito che la corte era tenuta a prendere una decisione legale piuttosto che un giudizio morale. Benjamin ordinò che il codice penale fosse emendato con l'inserimento della frase "Questa sezione non si applica agli atti sessuali consensuali tra adulti". Ha continuato affermando che la Costituzione del Belize deve essere coerente con le interpretazioni internazionali e ha chiarito che il "sesso", come menzionato nella sezione 16 (3) della Costituzione, include l'orientamento sessuale.
Il 17 agosto 2016 il governo ha annunciato che non avrebbe presentato ricorso contro la sentenza della Corte di giustizia dei Caraibi, ma che altre parti interessate potevano presentarlo. Dopo aver incontrato i leader religiosi il 9 settembre, il governo ha cambiato la propria decisione e ha annunciato che avrebbe fatto un appello parziale alla sentenza, facendo appello in particolare alla dichiarazione secondo cui la Costituzione proibisce la discriminazione basata sull'orientamento sessuale. Le parti interessate hanno presentato ricorso in appello il 16 settembre. Il 4 ottobre 2016, l'appello nazionale del Belize del caso è stato respinto dal tribunale principale perché l'organizzazione non era una parte originale interessata dal caso. Nel marzo 2018, la Chiesa cattolica di Belize si ritirò ufficialmente dall'appello, lasciando il governo del Belize l'unico ad appellarsi alla decisione sulla sezione 53. Con il ritiro della Chiesa cattolica, fu riconosciuto che le relazioni sessuali tra adulti consenzienti erano pienamente legalizzate in Belize, poiché l'appello parziale del governo riguardava solo la clausola antidiscriminatoria della Costituzione, che faceva riferimento al sesso, potesse essere interpretata in modo da proibire la discriminazione sulla base dell'orientamento sessuale.

### Opposizione della Chiesa alla depenalizzazione
In risposta al caso depositato da UNIBAM e Caleb Orozco, le Chiese cattoliche e protestanti hanno reagito negativamente, affermando che il matrimonio tra persone dello stesso sesso sarebbe stato il prossimo step.  Il 3 dicembre 2011, il Consiglio delle Chiese ha organizzato un raduno "Take a Stand" per opporsi al caso UNIBAM.
Il 23 novembre 2011 il Consiglio delle Chiese del Belize ha tenuto un raduno "Azione Belize / Forum sulla famiglia" per esprimere la sua opposizione alla depenalizzazione come parte di "un piano orchestrato di oscurità demoniaca per detronizzare Dio dalla nostra Costituzione e aprire le porte all'influenza massiccia e alla distruzione demoniaca che influenzerà generazione dopo generazione ".
Posizione favorevole alla depenalizzazione da parte della Santa Sede: Leonardo Raznovich, ha confermato che un intervento da parte di Papa Francesco c’è stato. Sarebbe avvenuto dopo che la Corte Suprema del Belize aveva dichiarato incostituzionale la legge che criminalizza gli omosessuali. La Chiesa cattolica locale aveva impugnato questa decisione, ma l’intervento della Santa Sede aveva convinto la prima a lasciare stare, consentendo così al Belize di eliminare dal proprio codice la legge illegittima.

### Pressione dagli Stati Uniti
Nel dicembre 2011, il presidente degli Stati Uniti Barack Obama ha criticato le nazioni che perseguitano gli omosessuali. In risposta, il primo ministro del belize Dean Barrow ha ribadito che il Belize non cambierà le sue leggi. Sosteneva che il problema era di competenza del Belize e se gli Stati Uniti volevano punire gli Stati rimuovendo gli aiuti stranieri per continuare tale pratica, allora "dovranno interrompere i loro aiuti".

## Divieto d'immigrazione
Ai sensi dell'articolo 5 (1) della legge sull'immigrazione, "le seguenti persone sono immigranti vietati - ... (e) qualsiasi prostituta o omosessuale o qualsiasi persona che potrebbe vivere o ricevere o potrebbe aver vissuto o ricevuto i proventi di prostituzione o comportamento omosessuale ".
Una sfida legale dell'attivista giamaicano Maurice Tomlinson è stata presentata nel 2013 al divieto di immigrazione a Trinidad e Tobago e in Belize. Tomlinson ha chiesto alla Giamaica, il suo paese d'origine, di insistere affinché i divieti di viaggio di questi paesi vengano rimossi sulla base delle disposizioni CARICOM per la libera circolazione dei cittadini dei paesi membri. La Giamaica ha rifiutato e Tomlinson ha presentato una petizione alla Corte di giustizia dei Caraibi chiedendo il permesso di presentare il caso direttamente. Nel maggio 2014, a Tomlinson è stato concesso il permesso di contestare le leggi sull'immigrazione di entrambi i paesi. Nell'ottobre 2014, CARICOM ha aderito al caso come parte interessata a sostegno degli argomenti di Tomlinson. Il 18 marzo 2015 è stata ascoltata la sfida con l'accusa secondo cui l'immigrazione vieta i diritti della libera circolazione per i cittadini caraibici contenuti nel trattato di Chaguaramas.  Il 10 giugno 2016, il CCJ ha stabilito che né Trinidad e Tobago, né il Belize avevano violato la libertà di movimento di Tomlinson, archiviando il suo caso. A mo 'di chiarimento, la sentenza ha rilevato che nessuno Stato può vietare agli omosessuali dei paesi CARICOM di entrare nei loro paesi a causa dei loro obblighi contrattuali, "nonostante le loro leggi che vietano l'ingresso di gay".

## Protezioni contro la discriminazione
Il rapporto sui diritti umani del Dipartimento di Stato degli Stati Uniti del 2011 ha rilevato che:
La legge non protegge l'orientamento sessuale o l'identità di genere. [...] La misura [nel 2011] della discriminazione basata sull'orientamento sessuale era difficile da accertare a causa della mancanza di segnalazioni di discriminazione attraverso i canali ufficiali. United Belize Advocacy Movement (UNIBAM), l'unica organizzazione di difesa delle lesbiche, gay, bisessuali e transgender del paese, ha riferito che continue molestie e insulti da parte del pubblico e della polizia hanno condizionato le sue attività, ma i suoi membri erano riluttanti a presentare reclami. Non sono state organizzate marce di gay pride durante l'anno a causa delle preoccupazioni di un membro dell'UNIBAM sulla possibile reazione avversa del pubblico.
Il 10 agosto 2016, la Corte suprema ha stabilito che la sezione 53 del codice penale beliano è incostituzionale (vedi sopra). Il capo della giustizia Kenneth Benjamin ha anche chiarito che il "sesso", come menzionato nella sezione 16 (3) della Costituzione, include l'orientamento sessuale. Pertanto, la Costituzione del Belize proibisce la discriminazione sulla base dell'orientamento sessuale.
Nel 1996, il ministro degli affari esteri Dean Barrow, (che in seguito sarebbe diventato primo ministro), firmò un trattato multilaterale delle Nazioni Unite noto come Patto internazionale sui diritti civili e politici (ICCPR). Nel 1993, la lingua del trattato fu interpretata dalla Commissione delle Nazioni Unite per i diritti umani per includere le preferenze sessuali nel divieto di discriminazione sulla base del sesso. Secondo il capo della giustizia Benjamin, con la firma del trattato, il Belize ha tacitamente accettato questa interpretazione, e la Costituzione del Belize deve essere interpretata alla stessa luce.

## Opinione pubblica
Nel 2013, UNAIDS (Programma delle Nazioni Unite per l'AIDS/HIV) ha condotto un sondaggio su 773 cittadini del Belize, di età compresa tra i 18 ei 64 anni. L'indagine ha rilevato che il 34% voleva accettare gli omosessuali, mentre un altro 34% si considerava tollerante verso di essi. Di tutti i paesi dei Caraibi che sono stati intervistati, il Belize e il Suriname hanno avuto la più alta percentuale di accettazione per gli omosessuali.

## Condizioni di vita
Dalla sentenza della Corte Suprema di agosto 2016, le organizzazioni LGBT+ sono diventate più visibili e attive. Anche i giovani LGBT+ sono stati ispirati a fare coming out.

## Turismo
Il Belize è una popolare destinazione turistica per le persone LGBT. Molte località turistiche ospitano eventi LGBT. San Pedro è considerata la destinazione più gay-friendly per i turisti in Belize. Ha una vivace vita notturna gay durante l'alta stagione. Molte aziende sono di proprietà e gestite da persone LGBT nella città.
Nel 2009, Kim Simplis Barrow, la moglie del primo ministro Dean Barrow, ha personalmente accolto l'arrivo di una nave da crociera lesbica, i cui passeggeri si sono poi offerti volontari in un ospedale pediatrico locale.

## Tabella riassuntiva
| Attività e relazioni sessuali legali                                                                           | (dal 2016) |
| Parità di età del consenso                                                                                     | (dal 2016) |
| Leggi anti-discriminazione sul lavoro                                                                          | (dal 2016) |
| Leggi anti-discriminazione nella fornitura di beni e servizi                                                   | (dal 2016) |
| Leggi anti-discriminazione in tutti gli altri settori (inclusa discriminazione indiretta e espressioni d'odio) | (dal 2016) |
| Leggi anti-discriminazione riguardanti l'identità di genere                                                    | No         |
| Matrimonio omosessuale                                                                                         | No         |
| Riconoscimento delle coppie omosessuali                                                                        | No         |
| Adozione di figli nati da rapporti precedenti (step-child adoption) parte di coppie omosessuali                | No         |
| Adozione congiunta da parte di coppie omosessuali                                                              | No         |
| Autorizzazione a prestare servizio nelle forze armate                                                          | No         |
| Diritto di cambiare legalmente sesso                                                                           | No         |
| Riconoscimento terzo genere                                                                                    | No         |
| Accesso alla fecondazione in vitro per le donne lesbiche                                                       | No         |
| Surrogazione di maternità per le coppie omosessuali maschili                                                   | No         |
| Possibilità di donare il sangue da parte di MSM                                                                | No         |